# Glenea chrysomaculata
Glenea chrysomaculata é uma espécie de escaravelho da família Cerambycidae. Foi descrita por Bernhard Schwarzer em 1925.